# Somua-Coder
Il Somua-Coder era un veicolo gettaponte francese, basato sullo scafo blindato del Somua MCL. Sperimentato negli anni precedenti alla seconda guerra mondiale, rimase allo stato di prototipo.

## Storia
Nella seconda metà degli anni trenta, la cavalleria dell'Armée de terre era alla ricerca di un veicolo gettaponte con portata superiore alle 20 t, capace di reggere il peso dei suoi nuovi carri Somua S35 e con una mobilità tale da seguirli sul campo di battaglia. La Société Coder di Marsiglia venne incaricata nel 1937 di studiare un ponte lanciabile su interruzioni di 6 a 7 metri (o supra le linee di denti di drago stese per tutta la lunghezza della linea Sigfrido). Il gittaponte venne sviluppato, nel 1937-1938, su uno scafo semicingolato blindato derivato dal veicolo recupero carri Somua MCL; l'unico prototipo realizzato fu consegnato all'Armée nell'agosto 1939 per le prove sul campo, che si svolsero nell'autunno dello stesso anno. I test diedero esito positivo, ma l'invasione tedesca e la sconfitta del 1940 bloccarono i progetti di acquisizione. Stessa sorte ebbe il progetto di un'ulteriore evoluzione del veicolo, con ponte da 17 m, per un peso totale del sistema di 23 t.

## Tecnica

### Telaio
Il veicolo gettaponte era uno dei tanti derivati del trattore d'artiglieria Somua MCL 5. In particolare venne utilizzato il prototipo in versione recupero carri MSCL 6' (la S sta per Six, sei cilindri): si trattava di un modello con motore esacilindrico MS23 da 105 hp, ottenuto per rialesaggio del MS22 (a sua volta versione a 6 cilindri del quadricilindrico M22 originale). Il telaio era basato su ruote anteriori sterzanti ammortizzate su balestre semiellittiche e treno di rotolamento Citroën-Kégresse, con ruota motrice anteriore, ruota folle posteriore, 4 rulli portanti e due rulli reggicingolo su bilanciere.

### Scafo
Sul telaio originale venne realizzato uno scafo blindato, costituito da vano motore e vano equipaggio, realizzato in piastre corazzate in acciaio spesse da 5 a 10 mm, lievemente inclinate. La cabina era dotata di otto aperture protette da portelli: due sul parabrezza, uno su ciascuno dei due portelloni laterali e uno su ogni lato dell'abitacolo, più due nella parte posteriore. Il cofano era anteriormente protetto da una griglia di aerazione e da tre fessure laterali di raffreddamento.

### Sistema di sollevamento
Nella parte posteriore del telaio era posizionato un controtelaio in lamiera rivettata, che supporta un tubolare; alle due estremità laterali del tubolare sono imperniati i vomeri di stabilizzazione, abbassati durante la manovra di lancio del ponte tramite due cilindri idraulici. Sullo stesso asse ruotava un robusto braccio triangolare, azionato da un robusto cilindro idraulico con asse longitudinale a quello del mezzo. Sull'estremità del braccio, manovrato da un quarto cilindro idraulico contenuto all'interno del braccio triangolare, si articolava infine un cono "maschio", il quale si inseriva in un cono "femmina" sulle due estremità del ponte. La pompa che azionava i quattro cilindri idraulici era connessa ad una presa di forza sulla scatola del cambio del mezzo ed era alimentata da uno speciale serbatoio per l'olio.

### Ponte
Il ponte era composto da una sola sezione. Lungo 8,2 m e largo 2,2 m, era formato da due travi metalliche a sezione rettangolare, larghe 0,6 m, collegate da 7 traverse; le traverse alle due estremità portavano i coni "femmina". Il piano stradale era formato da travi, smussate alle estremità per facilitare salita e discesa. La portata nominale era di 20 t ma le prove eseguite dall'esercito dimostrarono che il ponte poteva sostenere il peso anche dei Char B1.

## Posa del ponte
La posa del ponte avveniva senza che nessuno dei membri dell'equipaggio dovesse uscire dall'abitacolo corazzato: tutte le manovre venivano seguite dall'interno attraverso i due portelli posteriori. Il ponte, in posizione di marcia, era trasportato capovolto sopra al mezzo. Per il lancio il mezzo si portava a marcia indietro ai limiti della trincea da superare, abbassava i vomeri, poi il braccio triangolare portava prima in verticale poi indietro il ponte, che veniva infine orizzontalizzato e posato a terra dalla rotazione del cono "maschio". Sollevati i vomeri, il mezzo si spostava in marcia avanti sfilando il cono "maschio" al cono "femmina", superava anch'esso il ponte insieme ai carri armati ed eseguiva la manovra inversa, agganciando il ponte tramite il cono "femmina" posto all'altra estremità del ponte.